# Neuton Chikhli Kalan
Neuton Chikhli Kalan là một thị xã và là một nagar panchayat của quận Chhindwara thuộc bang Madhya Pradesh, Ấn Độ.

## Nhân khẩu
Theo điều tra dân số năm 2001 của Ấn Độ, Neuton Chikhli Kalan có dân số 10.850 người. Phái nam chiếm 52% tổng số dân và phái nữ chiếm 48%. Neuton Chikhli Kalan có tỷ lệ 68% biết đọc biết viết, cao hơn tỷ lệ trung bình toàn quốc là 59,5%: tỷ lệ cho phái nam là 76%, và tỷ lệ cho phái nữ là 59%. Tại Neuton Chikhli Kalan, 12% dân số nhỏ hơn 6 tuổi.